# ألكوي
بلدية ألكوي (بالإسبانية: Alcoy) هي بلدية تقع في مقاطعة أليكانتي التابعة لمنطقة بلنسية شرق إسبانيا.

## الديموغرافيا
بلغ عدد سكان بلدية ألكوي 61.093 نسمة عام 2011 (وفقاً للمعهد الوطني الإسباني للإحصاء).
| 60.921 | 60.476 | 60.465 | 60.931 | 61.698 | 61.552 | 61.093 |

## أعلام
- نيكولاس تيرول
- فيسنتي باسكوال باستور
- فرانسيسكو خوسيه كراسكو
- إيزابيل كلارا سيمو
- كارمين فيدال
- خورخي مولينا فيدال
- أنطونيو غيسبير